# Бегазы (святилище)
Святилище Бегазы — исторический памятник в Казахстане. Находится у северного подножья горы Бегазы в Актогайском районе Карагандинской области, на левом берегу реки Каратал (притока Токрау). Исследовано в 1992 году Центрально-Казахстанской археологической экспедицией (руководитель Ж. Курманкулов). Высота каменного кургана не превышает 0,7 м. С восточной стороны в одном ряду установлены три каменных женских фигуры (традиция огуз-кыпчакских племён 9—11 веков). В этом месте совершались жертвоприношения, поминки, различные обряды.